# Ashihara no Nakatsu Kuni
Ashihara no Nakatsu Kuni (葦原中国 em japonês) é o mundo que fica entre o Takamagahara e o Yomi na mitologia japonesa. Também é chamado de Toyoashihara no Nakatsu Kuni (豊葦原中国).